# Жетысу (гостиница)
«Жетысу» — алматинская гостиница в историческом центре Алматы, действовавшая до 2016 года. Возведена в 1960 году по проекту архитекторов Евгения Дятлова, Ким До Сена, В. Ищенко, инженеров-конструкторов Ю. Скринского, А. Тамбулиди.

## История
Открыта гостиница была в 1960 году. В «Жетысу» было размещено 307 одно и двухместных номера рассчитанных на 530 мест, которые были полностью телефонизированы и радиофицированны. Пятиэтажное здание было одним из первых крупнопанельных сооружений города. К услугам проживающих функционировали: ресторан, бар, буфеты, парикмахерская, химчистка, киоски («Союзпечать», «Сувенир», аптека, почта). Изначально гостиница именовалось «Казахстан» — вплоть до 1977 года, когда была построена новая 20-этажная гостиница Казахстан на проспекте Ленина.
В 2016 году произошёл крупный пожар, в результате которого полностью выгорела кровля здания.

### Архитектура
Выразительность здания достигнута различными деталями внешнего оформления (развитый теневой навес, контрастное сочетание цвета). Здание гостиницы было возведено с отступом от проспекта Абылай хана, образуя сквер перед парадным входом. С восточной стороны, главный фасад отличал контраст открытых балконов. Складываясь в геометрическую сетку, ребра балконов несли солнцезащитную функцию, образуя теневой навес. Главный вход гостиницы был акцентирован железобетонным козырьком, стоящим на четырех опорах. С южной стороны фасад выходящий на улицу Алимжанова представлен рядами прямоугольных окон, а первый этаж — сплошным ленточным остеклением. Северный корпус вдоль улицы Макатаева также представлен рядами прямоугольных окон, отличаясь сплошным витражным остеклением лестничных клеток и цоколем. Западный корпус ресторанного блока выходящий на проспект Мира был выполнен в виде кубических объемов, а на его кровле имелась терраса летнего сада.

### Памятник архитектуры
В 1979 году здание гостиницы было взято под охрану государства получив статус Памятника истории и культуры местного значения (вид памятника «архитектуры и градостроительства») и вошло в Государственный список памятников истории и культуры местного значения города Алматы.
В 2015 году Постановлением акимата города Алматы от 05 мая 2015 года № 2/278 решением акима А. Есимова здание гостиницы «Жетысу» было лишено статуса Памятника истории и культуры местного значения и исключено из Государственного списка памятников истории и культуры местного значения города Алматы.

### Продажа и снос
В августе 2016 года АО "НК "Социально-предпринимательская корпорация «Алматы» (подконтрольная структура акимата г. Алматы) на балансе которой находилась гостиница «Жетысу», выставила её на продажу. Гостиницу продали в частную собственность за 1,8 млрд.тенге.
Сообщалось что после продажи гостиница будет реконструирована, однако в сентябре 2016 года начался демонтаж всех внутренних коммуникаций здания, были демонтированы наружные фасадные стены, периметр здания обнесли 4-метровым забором. 23 февраля 2017 года председатель градостроительного совета аким Байбек согласовал проект реконструкцию гостиницы. Однако вместо планируемой реконструкции, 31 декабря 2017 в новогоднюю ночь здание было снесено с помощью подрыва.
После сноса здания на месте бывшей гостиницы «Жетысу» возвели новые строения, в которых размещена гостиница «Новотель», открытая по франшизе. 

## Гостиница в культуре
- Интерьеры гостиницы «Жетысу» задействованы в советской кинокомедии «Штрафной удар» (1963). Во время съёмок гостиница также была местом проживания актёров и съёмочной группы. Известными постояльцами гостиницы были Владимир Высоцкий и другие известные советские актёры.